# Mine de sel

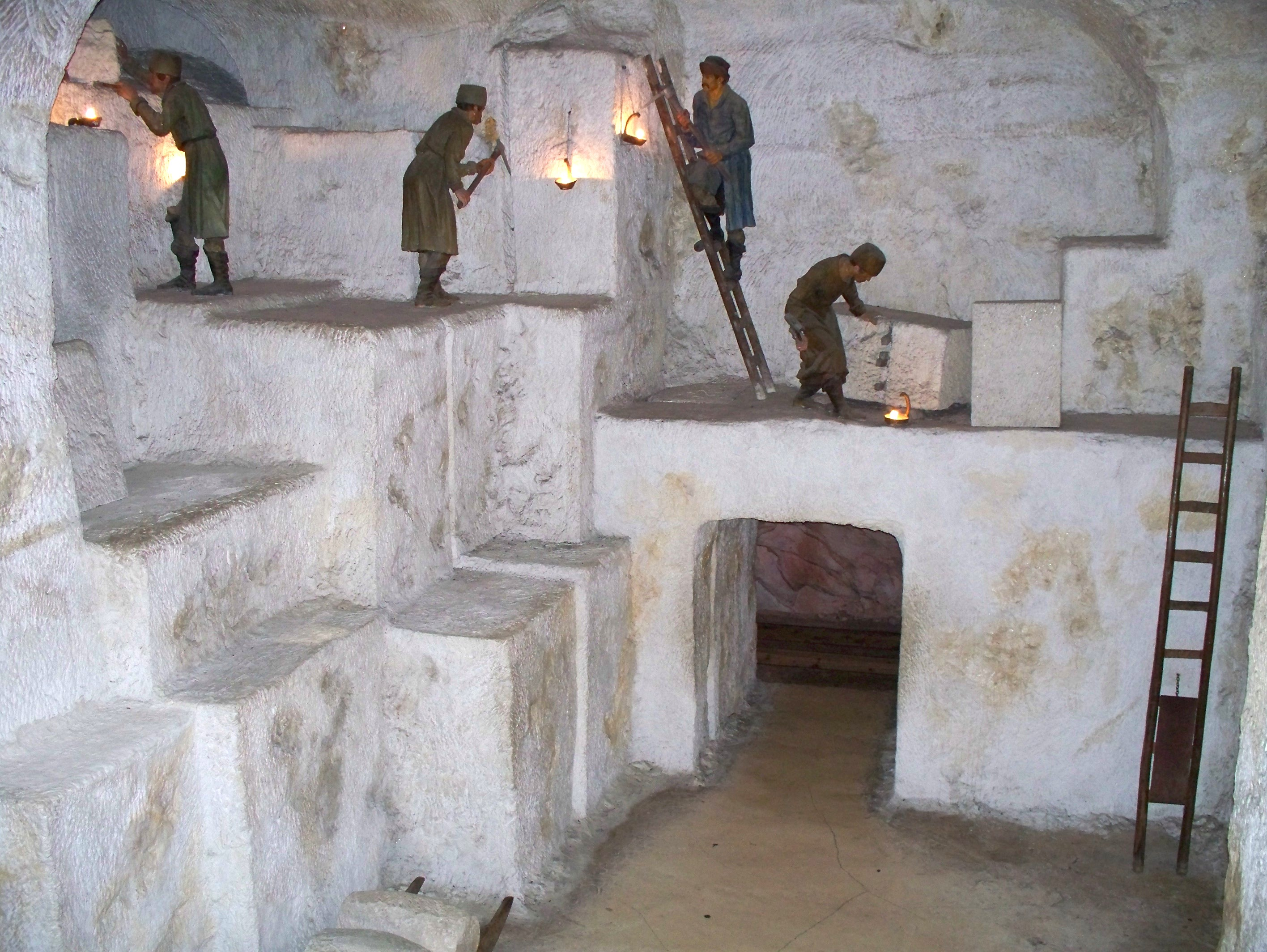
Musée d'une mine de sel.

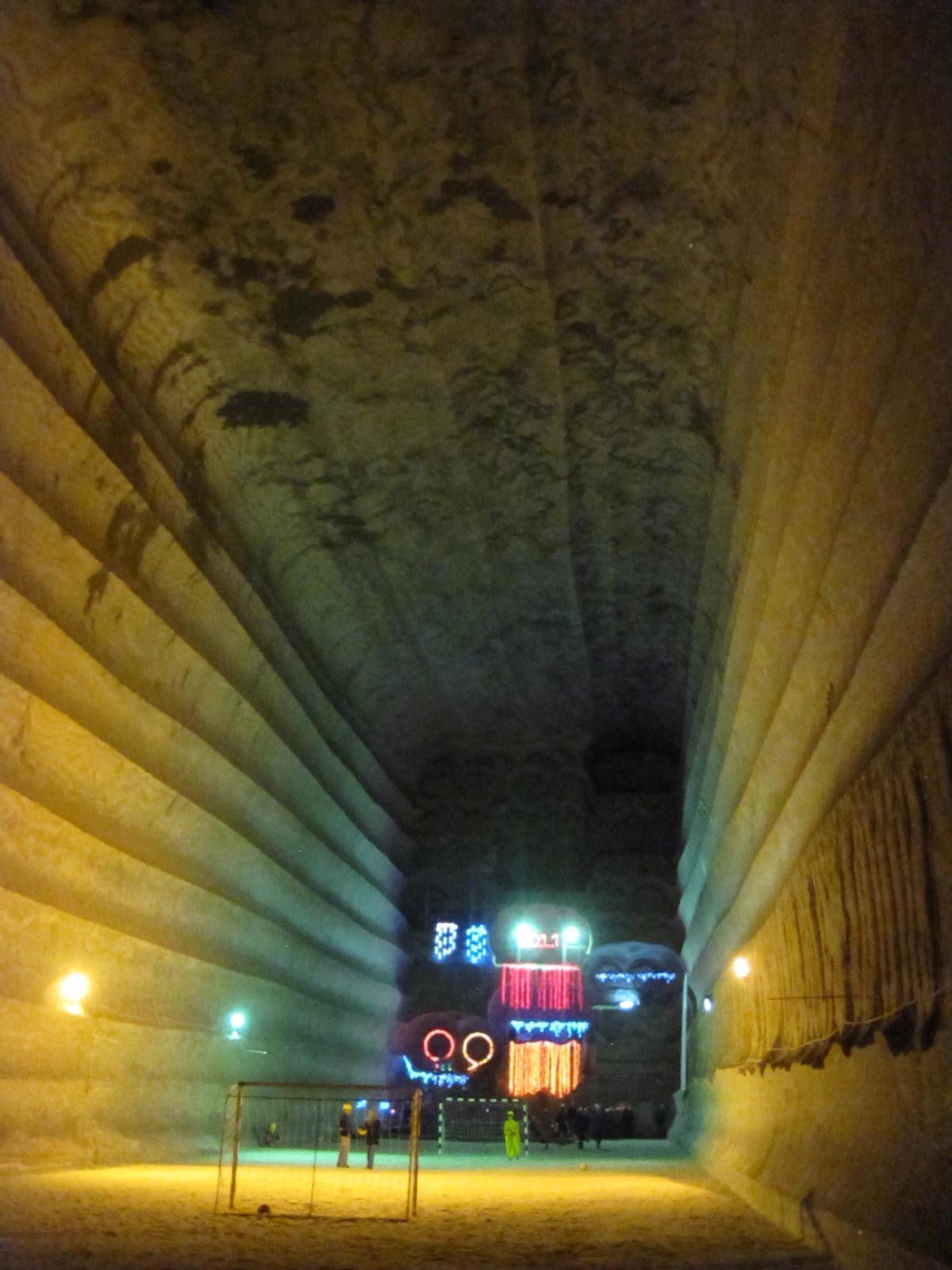
Hauteur d'exploitation de la mine de sel de Soledar.

Une mine de sel est un gisement, généralement souterrain, de sel gemme (halite), exploité par l'homme.
La seule mine de sel gemme encore en activité en France est celle de Varangéville (Meurthe-et-Moselle).
Parmi les plus importantes mines de sel, celles de Wieliczka, en Pologne, sont protégées par l'UNESCO. La cathédrale de sel de Zipaquirá se trouve en Colombie.

## Histoire
Il y a 5 500 ans — au IVe millénaire av. J.-C. — les gisements de sel de la vallée de l'Araxe (Azerbaïdjan) étaient déjà exploités, selon une étude du CNRS datant de 2008.